# Édgar Leal
Édgar Leal (Caracas, Venezuela, 21 de febrero de 1969) es un chef venezolano fundador del restaurante Cacao ubicado en Coral Gables, Miami reconocido con la medalla otorgada como «Mejor restaurante de Miami» avalada por la revista Food & Wine, siendo uno de los “10 mejores restaurantes de Florida” reconocido por la guía gastronómica Zagat figurando así en el America's Top Restaurants. Leal es embajador e imagen de la Fundación Décima Musa que tiene como propósito apoyar y difundir los valores culturales y artísticos de Venezuela y América Latina. En 2004 Leal fue nombrado  “Chef estrella de las estrellas nacientes”. En Casa Club TV conduce su programa Casa Leal de gastronomía. Fue embajador y asesor del restaurante Tao Tie Tuan en Pekín y, representante de Miami en el Miami Latin America Food Festival en Turquía. La Universidad Johnson & Wales lo reconoció como «Chef visitante distinguido». Fue el primer chef venezolano que presentó en 2003 y 2005 una cena para James Beard Foundation House de Nueva York.

## Biografía
Su padre fue un profesor universitario en el campo de la Medicina en el Mount Sinai School of Medicine (Nueva York) y su madre fue bibliotecóloga vinculada a la Fundación Mendoza y a Sidetur.
Leal estudió Administración en la Universidad Central de Venezuela pero en vacaciones cocinaba por afición entregándose de lleno a esa vocación luego que, durante un año, todas las universidades estuvieron en paro nacional. Sus estudios en artes culinarias los hace en el Culinary Institute of America en Nueva York.